# Gerda Maurus
Gerda Maurus, född 25 augusti 1903 i Breitenfurt, Niederösterreich, död 31 juli 1968 i Düsseldorf var en österrikisk skådespelare. Hon medverkade i över 20 tyska filmer, ofta som huvudrollsinnehavare.

## Filmografi
- 1928 – Spione
- 1929 – Månraketen
- 1929 – Hochverrat